# Sugababes
A Sugababes Brit Awards díjnyertes angol lánycsapat, amelynek tagjai Mutya Buena, Keisha Buchanan és Siobhán Donaghy. Az All Saints menedzsere, Ron Tom alapította 1998-ban. Debütáló albumuk, a One Touch, 2000 novemberében jelent meg a London Records kiadásában, amely mérsékelt sikereket ért el, azonban az Overload című kislemez bekerült a top 10-be. 2001-ben Siobhán Donaghy távozott a csapatból, helyét Heidi Range vette át. Range csatlakozásával magasabb szintű kereskedelmi sikereket értek el. Három többszörös platinalemezt: Angels with Dirty Faces (2002), Three (2003) és Taller in More Ways (2005) adtak ki, mielőtt Mutya Buena bejelentette volna távozását 2005 decemberében. Helyére Amelle Berrabah került. Első válogatásalbumuk kiadása után, az új felállás további két stúdióalbumot: Change (2007) és Catfights and Spotlights (2008) jelentetett meg.
2009 szeptemberében, a Sugababes-ben eltöltött 11 év után, Keisha Buchanan-t, az utolsó eredeti tagot, Jade Ewen váltotta fel. Heidi Range, Amelle Berrabah és Jade Ewen 2010-ben kiadták a csapat hetedik stúdióalbumát, a Sweet 7-et, majd ezt követően az RCA Records-hoz szerződtek, mielőtt 2011-ben határozatlan idejű szünetet tartottak volna Freedom című kislemezük megjelenését követően. Ugyanebben az évben az eredeti felállás Mutya Keisha Siobhán néven megújult, és 2013-ban kiadták a Flatline című kislemezt. A trió 2019-ben visszanyerte a Sugababes nevet, 2021-ben pedig a Sugababes újra kiadta One Touch című debütáló albumát, megjelenésének 20. évfordulója alkalmából. 2022-ben megjelentették a The Lost Tapes című albumot, amely korábban kiadatlan, kiszivárgott anyagokból áll. A 2025-re tervezett, hamarosan megjelenő albumuk első kislemezét 2025 márciusában adták ki. A csapat 2025-től önállóan adja ki anyagát.
A Sugababes hat első helyezett kislemezt ért el:  Freak like Me,  Round Round,  Hole in the Head,  Push the Button,  Walk This Way, és About You Now; a Spice Girls az egyetlen lánycsapat amelynek ennél több volt. Öt brit top tízes albumot is kiadtak, amelyek közül négy platina minősítést ért el az Egyesült Királyságban, és hat Brit Awards-ra is jelölték őket, ebből elnyerték a Legjobb brit táncszereplő díjat 2003-ban. Számos felállásváltozásaik és állítólagos csapaton belüli vitáik miatt hosszabb ideje szerepelnek a brit bulvárlapokban.

## Történet

### 1998–2001: Alapítás,One Touchés Siobhán Donaghy távozása
A Sugababes-t 1998-ban alapította az All Saints menedzsere, Ron Tom és Sarah Stennett. valamint a First Access Entertainment. A két alapító tag, a mindössze 13 éves Siobhán Donaghy és Mutya Buena már a stúdióban dolgoztak, amikor Buena meghívta általános iskolai legjobb barátnőjét, Keisha Buchanan-t is, aki csatlakozott hozzájuk. Ron Tom menedzser ekkor úgy döntött, hogy a három lány alakuljon trióvá, összehasonlítva különböző megjelenéseiket a United Colors of Benetton kampányával. Eredetileg a Sugababies nevet vették fel, de amikor a London Records egy éven belül szerződést ajánlott nekik, nevüket Sugababes-re változtatták. A Sugababes név Keisha egykori nicknevéből származik (sugar baby).
A lányok debütáló kislemeze az Overload lett, amely a Brit kislemezlista 6. helyét érte el 2000-ben, és Brit Awards díjra is jelölték a legjobb kislemez kategóriában. A csapat a One Touch című debütáló albumuk legtöbb számát az All Saints producere, Cameron McVey közreműködésével írta és készítette. Az album a 26. helyet érte el az UK Albums Chart-on. Az albumról még további három top 40-es kislemez került ki: New Year, Run for Cover, és Soul Sound, amelyek már csak kisebb sikert értek el.
2001 augusztusában egy japán promóciós turné közben Siobhán kivált az együttesből. Kezdetben azt nyilatkozta, hogy divatkarriert kíván folytatni, de végül klinikai depressziót diagnosztizáltak nála, a csapaton belüli állandó viták miatt. Donaghy később kijelentette, hogy Buchanan szorította ki őt a csapatból, aki élete "első zsarnokának" nevezett. Ennek ellenére Buenával továbbra is fenntartotta a kapcsolatot, és azt nyilatkozta, hogy mindig örömmel látja őt. Donaghy helyét az Atomic Kitten korábbi alapító tagja, Heidi Range váltotta fel. Kilépése után Donaghy két szólóalbumot jelentetett meg: a Revolution in Me-t 2003-ban, ezt követte a Ghosts 2007-ben. Összességében a One Touch eladási példányszámai nem feleltek meg a London Records elvárásainak, így a kiadó 2001-ben kidobta a csapatot. Az album később arany minősítést szerzett, és a Music Week szerint 2008-ig 220 000 példányt adtak el belőle az Egyesült Királyságban.

### 2002–2004:Angels with Dirty FacesésThree
Az új tag érkezése után a csapat ismét stúdióba vonult, és elkezdte felvenni második stúdióalbumát, valamint új lemezkiadót is kerestek, végül az Island Recordshoz szerződtek le. Az új felállásban kiadott első kislemezük, a Freak like Me, az első olyan dal, amelyben Heidi szerepelt. A szám a csapat első helyezett nagy-britanniai kislemeze lett. Ezt követte a Round Round amely szintén az első helyen debütált a brit kislemezlistán, Írországban, Új-Zélandon, és Hollandiában pedig a 2. helyen végzett. Mind a két kislemez ezüst minősítést kapott a Brit Hanglemezgyártók Szövetsége részéről. A kislemezek sikerének köszönhetően a csapat második stúdióalbuma, az Angels with Dirty Faces a 2. helyen debütált az UK Albums Chart-on. Később hármas platina minősítést kapott, csak az Egyesült Királyságban csaknem egymillió példányt értékesítettek belőle. Ez a mai napig a legsikeresebb albumuk. Az album harmadik kislemeze a Stronger című ballda  és az Angels with Dirty Faces című dalok közös top 10-es megjelenése, utóbbi a Pindúr pandúrok című rajzfilm betétdala is lett. A negyedik kislemez, a Sting slágerén alapuló Shape 2003 elején bekerült a top 10-be Hollandiában és Írországban.

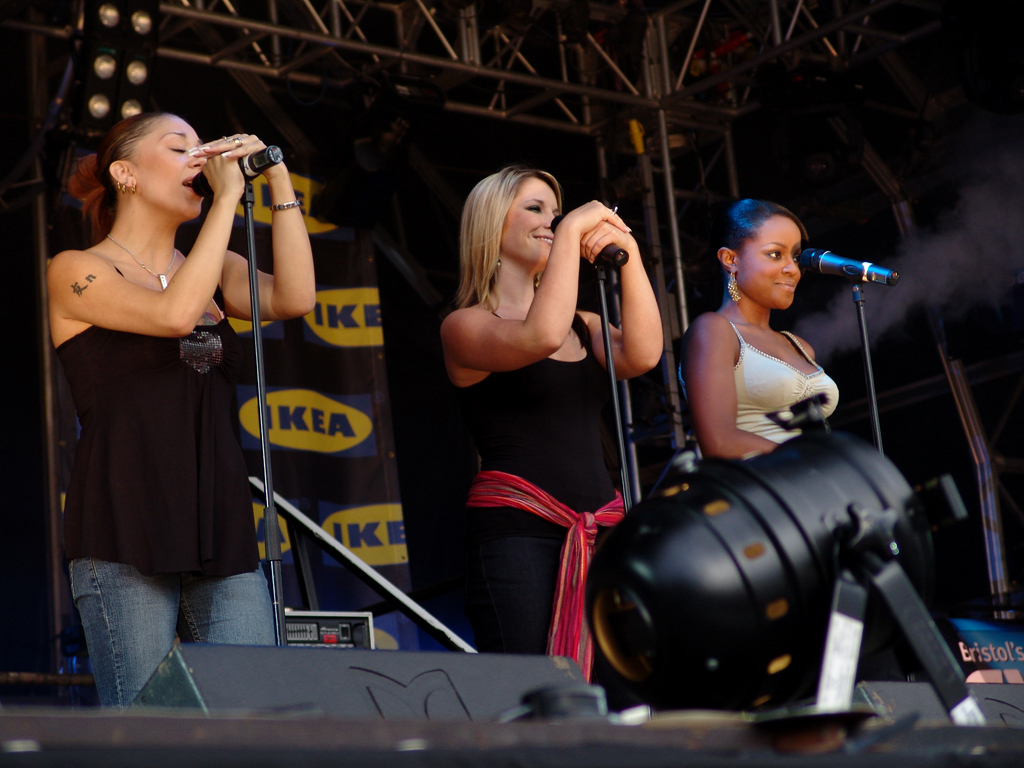
A Sugababes második felállása 2005 májusában

A csapat harmadik albuma, a Three 2003 vége felé jelent meg, és a brit albumlistán a 3. helyet érte el, amellyel Brit Awards jelölést kaptak a legjobb album kategóriában. A hiteles dupla platinává váló albumból a mai napig 855 000 példányt adtak el. Első kislemeze a Hole in the Head lett, amely a csapat harmadik első helyezett nagy-britanniai kislemezévé vált. Írországban, Norvégiában, és Hollandiában pedig a második helyre került, a Billboard Hot 100-on pedig a 96. helyen debütált. Ezt követte a Too Lost in You az Igazából szerelem című film betétdalaként. A szám az Egyesült Királyságban, Németországban, Norvégiában, és Hollandiában is bekerült a top 10-be. Az album harmadik kislemeze, az In the Middle 2004-ben jelent meg, amivel a csapat újabb Brit Awards jelölést szerzett, a legjobb kislemezért. A negyedik kislemez, a Caught in a Moment című ballada a 8. helyet szerezte meg az Egyesült Királyságban. 2004-ben a trió a Band Aid 20 feldolgozását énekelte, a Do They Know It’s Christmas?-t, amely decemberben az 1. helyen debütált az Egyesült Királyságban.
Körülbelül ebben az időben folyamatos pletykák keringtek a csapaton belüli harcokról,  amelyek azt sugallták, hogy Buchanan és Buena zaklatták Range-et, bár maga Range többször is tagadta ezeket az állításokat. Buena később bevallotta, hogy csak nem beszélt Range-el, amikor először csatlakozott. Buchanan szerint csak egyetlen komoly nézeteltérés volt közte és Range között egy 2004-es dublini koncerten, Britney Spears Toxic című dala körül.  Egy kis szünet után, mialatt a negyedik stúdióalbumukat rögzítették, Mutya Buena bejelentette, hogy ő és barátja, Jay kisbabát várnak. Kislányuk, Tahlia Maya Buena 2005. március 23-án született. Tahlia középső neve "Maya", Mutya elhunyt húgának emlékét takarja.

### 2005–2006:Taller in More Ways, Mutya Buena távozása ésOverloaded: The Singles Collection
A szünetet követően, mialatt Buena világra hozta kislányát, Thaliát, 2005 októberében megjelent a Push the Button, amely az első helyet szerezte meg az Egyesült Királyságban, és három egymást követő héten ott is maradt. A dal Írországban, Ausztriában, és Új-Zélandon szintén az első helyen végzett, később Brit Awards-ra is jelölték a legjobb kislemezért. Az Egyesült Királyságban ezüst minősítést kapott. Ezek után a Sugababes negyedik stúdióalbuma, a Taller in More Ways a csapat első angol első helyezett albuma lett. A csapat továbbá az első helyen állt a kislemez-, album-, airplay-, és letöltési listákon egyszerre, ezzel a Sugababes lett az első olyan lánycsapat, akik ilyen teljesítményt értek el. Az album kettős platina minősítést ért el az Egyesült Királyságban.

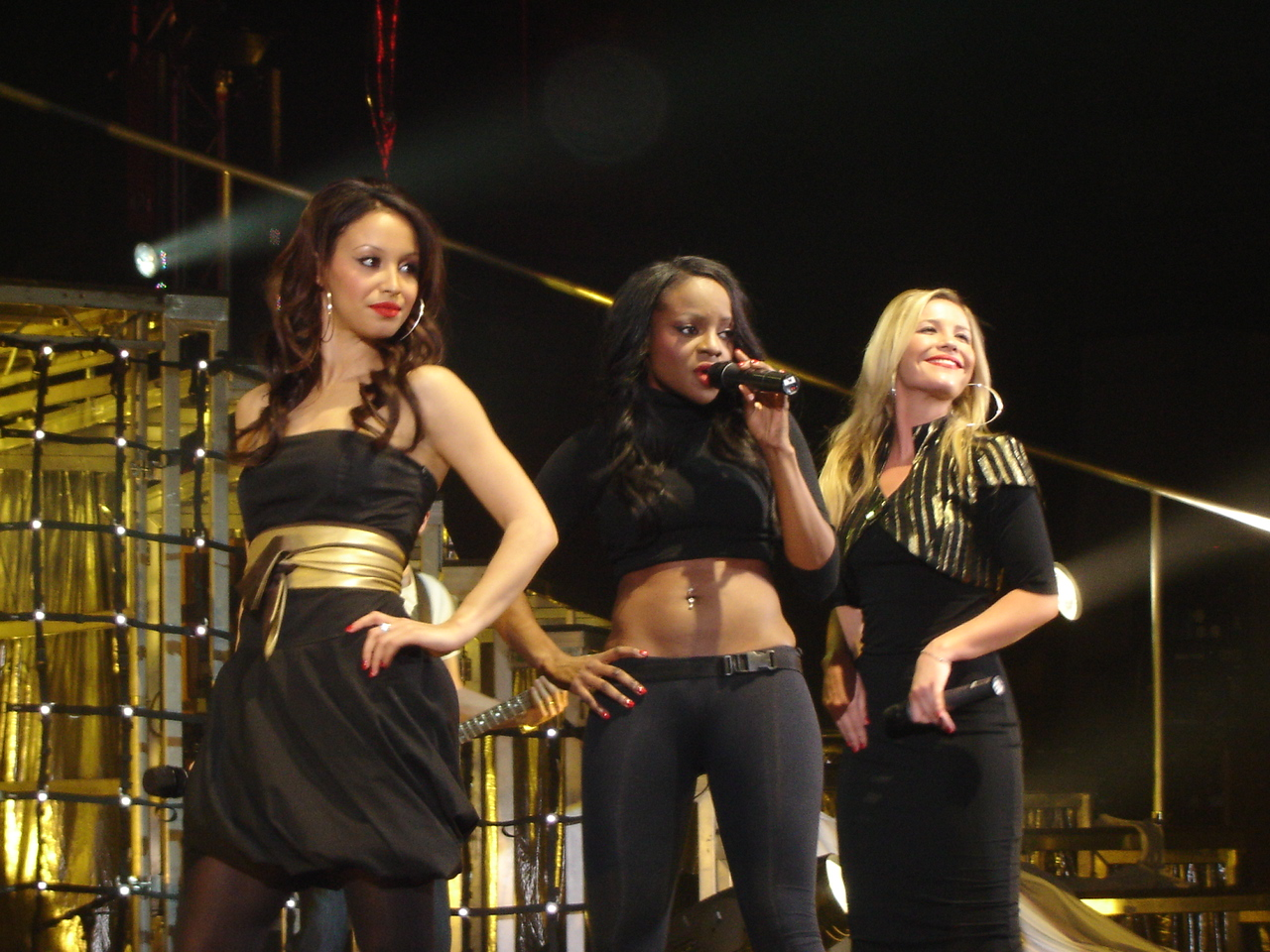
A Sugababes harmadik felállása 2006 áprilisában

Lánya születése és a szólókarrier miatt Mutya Buena a második kislemez, az Ugly megjelenése után, 2005. december 21-én kilépett. Buena később egy interjúban kijelentette, hogy szülés utáni depresszióban szenvedett, és úgy döntött hogy távozik, hogy több időt töltsön a kislányával. Helyére Amelle Berrabah került, aki 2005 decemberének végén csatlakozott a csapathoz. Buena távozása előtt a csapat közreműködött William Orbit Hello Waveforms albumán szereplő Spiral című számán, amely 2006 februárjában jelent meg. Amelle azelőtt a nővérével közösen alapított Boo2 nevű együttesben énekelt. A lányok azt is megerősítették, hogy hamarosan új kislemezzel, és a Taller in More Ways újrakiadásával rukkolnak elő.
Az album harmadik kislemeze, az újra felvett Red Dress 2006 elején jelent meg, és a 4. helyen végzett az Egyesült Királyságban, valamint a lányok harmadik top 5-ös dala lett. Ezek után az új taggal ismét felvették az album tizenkét dalának három számát, valamint egy új dalt is készítettek közösen, a Now You're Gone-t. A Taller in More Ways újra kiadott változata 2006 márciusában jelent meg, és a brit albumlistán a 18. helyet érte el. Az album negyedik és utolsó kislemeze a Follow Me Home lett, amely júniusban jelent meg, és a 32. helyet érte el az Egyesült Királyságban.
2006 közepén a lányok visszatértek a stúdióba, hogy felvegyenek két új dalt az első válogatásalbumukhoz, amely az Overloaded: The Singles Collection címet kapta. Első kislemeze az Easy lett, amelynek elkészítésében közreműködtek a kaliforniai Orson együttes tagjai, George Astasio és Jason Pebworth is. A dal a 8. helyen debütált az Egyesült Királyságban, míg a 2006 novemberében kiadott válogatásalbum a 3. helyet érte el. Az albumból több kiadvány is megjelent, először volt a sima kiadvány, a videó kiadvány, a remix kiadvány, a live kiadvány, majd a Napster Live kiadvány. A BPI által platinának minősített albumból pedig 598 000 példány kelt el. Ez idő alatt elkezdtek dolgozni az ötödik stúdióalbumukon is.

### 2007–2008:ChangeésCatfights and Spotlights
2007 márciusában a csapat együttműködött a Girls Alouddal, hogy elkészítsék a 2007-es Comic Relief hivatalos kislemezét. Az eredmény a Walk This Way című dal feldolgozása lett, amelyet annak idején az Aerosmith és a Run–D.M.C. vitt sikerre. A szám a lányok ötödik első helyezett dala lett az Egyesült Királyságban.

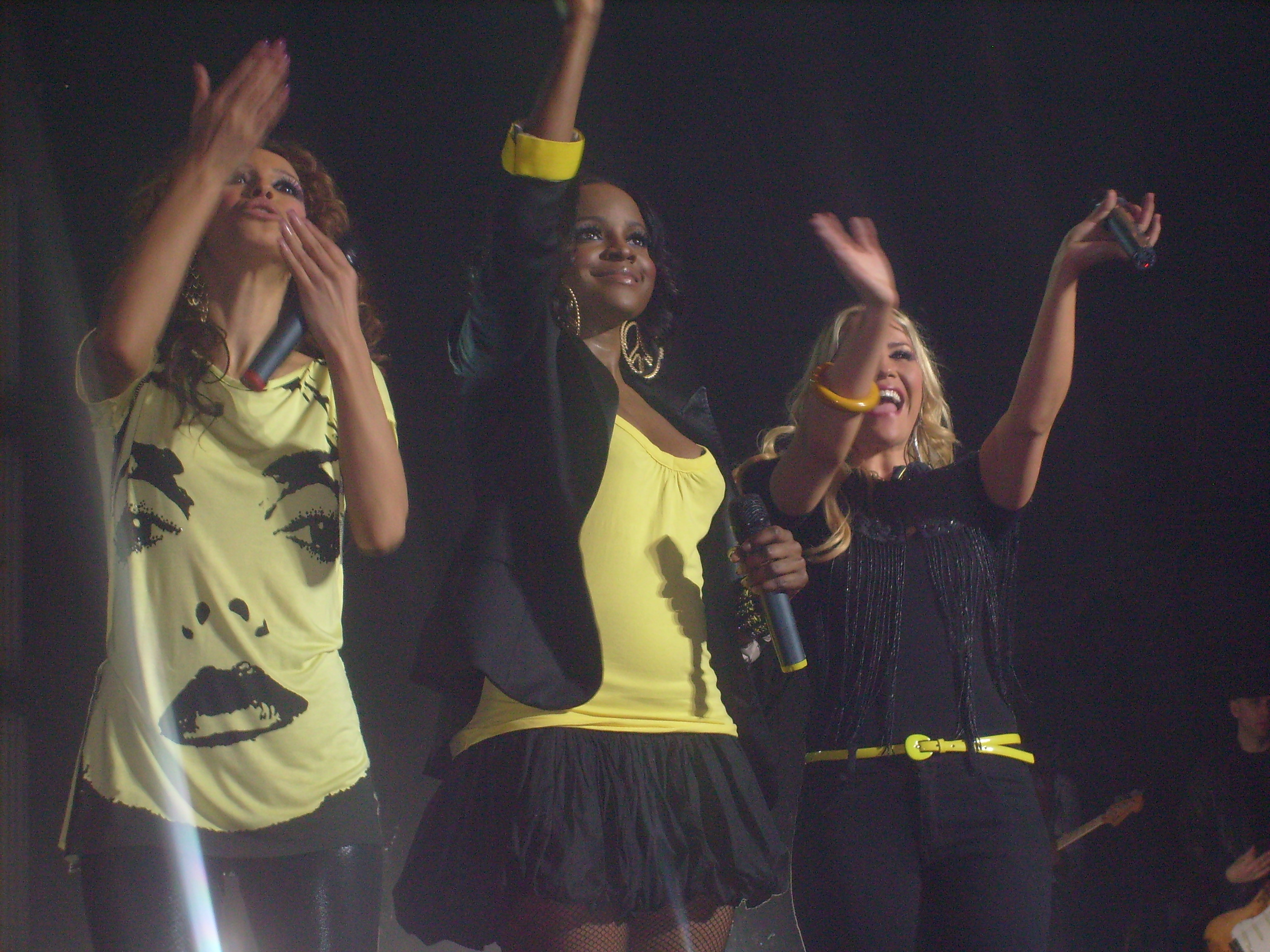
A Sugababes harmadik felállása 2008 áprilisában a Change Tour-on, az eddigi legnagyobb szabású turnéjukon

A The Greatest Hits Tour után 2007 közepén visszatértek a stúdióba, hogy folytassák ötödik stúdióalbumuk, a Change munkálatait, amelyen elsőként szerepelt Berrabah minden számban. Első kislemeze az About You Now lett, amely 2007 szeptemberében jelent meg, és négy hétig vezette a brit kislemezlista első helyét. Megjelenésekor a dal a csapat hatodik első helyezett brit kislemeze, valamint az első magyar listavezető lett. A dalt jelölték Brit Awards-ra 2008-ban a legjobb brit kislemez kategóriában, és máig ez a legkelendőbb kislemezük, csaknem 500 000 példánnyal. A dalt feltüntették a Guinness Rekordok Könyvének 2009-es kiadásában is, mint "egy brit popcikk első dalát, amely kizárólag a letöltések között vezeti a kislemez-listát". A számot továbbá "Egyesült Királyság első számú helyezettjének legnagyobb listavezetőjeként" is megnevezték.
2007 októberében a Sugababes ötödik stúdióalbuma, a Change a csapat második helyezett nagy-britanniai albuma lett az Egyesült Királyságban. Ezzel együtt második alkalommal vezették egyszerre a kislemez-, album-, és a letöltési listákat. Az album második kislemeze a címadó dal, a Change lett, amely 2007 decemberében jelent meg, és az Egyesült Királyságban a 13. helyet érte el. A lemez 494 000 példányban kelt el az Egyesült Királyságban, és platina minősítést kapott. Az album harmadik és utolsó kislemeze a Denial 2008 márciusában került kiadásra, és a 15. helyet érte el. Ugyanebben a hónapban indult el a Change Tour című turnéjuk az Egyesült Királyságban, amely májusig tartott, és amely eddigi legnagyobb turnéjuk volt.
A Change Tour-t követően az együttes rögtön stúdióba vonult, hogy elkezdhessen dolgozni hatodik stúdióalbumán, a Catfights and Spotlights-on.[forrás?] Bejelentésre került, hogy Timbaland felkereste a lányokat az album producereként, ám időhiány miatt az együttműködés nem jött létre. Az album producereként említésre került még Taio Cruz valamint Jason Pebworth is, akivel a 2006-os Overloaded: The Singles Collection album két új dalán is dolgoztak. Az album első kislemeze a Girls lett, amely 2008 októberében jelent meg, és a 3. helyet érte el az Egyesült Királyságban. Ezt követte a második egyben utolsó kislemez, a No Can Do amely decemberben jelent meg, és a 23. helyet érte el az Egyesült Királyságban. 
A Performing Right Society a Sugababes-t 2008 negyedik legkeményebben dolgozó bandájának nevezte, az abban az évben adott koncertek száma miatt.

### 2009–2010: Keisha Buchanan távozása ésSweet 7
A No Can Do kiadása után a csapat bejelentette, hogy nem lesz 2009-es turné a Catfights and Spotlights támogatására, hogy hetedik stúdióalbumuk felvételeire összpontosítsanak. Az együttes az Egyesült Államokba utazott, hogy elkezdhessen dolgozni hetedik stúdióalbumán, a Sweet 7-en. 2009 áprilisában szerződést írtak alá Jay-Z kiadójával, a Roc Nation-nel, amelynek eredményeképpen magas színvonalú gyártókkal dolgoztak együtt. 2009 júniusában a csapat kiadta a Womack & Womack Teardrops című 1988-as dalának feldolgozását, hogy megünnepeljék az Island Records alapításának 50. évfordulóját. A dal a román Top 100-on a 63. helyen debütált, majd három héttel később a 40. helyre került. Berrabah együttműködött Tinchy Stryder-rel a Never Leave You című dalon is, amely a Catch 22 című második stúdióalbumának harmadik kislemezeként jelent meg 2009 augusztusában. A szám a Brit kislemezlista első helyén debütált, ezzel Berrabah lett a Sugababes egyetlen tagja a múltban és a jelenben is, aki a csapaton kívül első helyezett kislemezt ért el. A Sweet 7 első kislemeze a Get Sexy volt, amely a Brit kislemezlista második helyét érte el 2009 szeptemberében, és amely Keisha Sugababe-es pályafutásának a vége. Ugyanis 2009 szeptemberében arról számoltak be, hogy Amelle Berrabah távozott az együttesből.
Azt is pletykálták, hogy Jade Ewen, a 2009-es Eurovíziós Dalfesztivál résztvevője csatlakozik a csapathoz, és Berrabah helyére. Szeptember 21-én viszont kiderült, hogy a csapat egyetlen eredeti tagja, Keisha Buchanan hagyta el a Sugababes-t. Buchanan a Twitteren kijelentette, hogy nem az ő döntése volt a távozás,  ami azt eredményezte, hogy néhány újságíró azt állította, hogy "elbocsátották".

Szomorúan jelentem ki, hogy már nem vagyok a Sugababes tagja... Bár nem az én döntésem volt hogy távozzak, ideje új fejezetet nyitnom az életemben... Szeretném kijelenteni, hogy nem voltak érvek, zaklatás, vagy bármi más, ami ehhez vezet. Néha a kommunikáció meghibásodása és a bizalom hiánya sokféle dolgot eredményezhet. 
– Keisha Buchanan, 2009. szeptember

A kritikusok és a rajongók nagyon negatívan reagáltak Buchanan távozásának hírére. A The Guardian című brit napilap egy "Miért nem folytatható a Sugababes show Keisha nélkül" című cikket publikált, valamint a Digital Spy is írt egy cikket "Keisha Buchanan, mi tisztelünk téged" címmel, amelyben megköszönték a "hihetetlen popdalokhoz" való közreműködését. Ugyanakkor Range és Berrabah szerint mindketten ki akartak lépni a csapatból, és azt állították, hogy Buchanannal túl nehéz volt együtt dolgozni, ezért a vezetőség úgy döntött, hogy inkább követik őket, mintsem hogy két új tagot keressenek Buchanannak. Berrabah Ausztriába repült a felállás megváltozásából eredő idegi kimerültség kezelésére. 2020 szeptemberében Buchanan kijelentette, hogy csak akkor tudta meg, hogy kiszorították a csapatból, miután hivatalosan is bejelentették távozását.
Buchanan helyét Jade Ewen vette át. Jade-del két számot, egyben videóklipet vettek fel, az About a Girl-t és a Wear My Kiss-t. Előbbi a nyolcadik, míg utóbbi a hetedik helyet szerezte meg az Egyesült Királyságban. Az eredetileg 2009 novemberének végére tervezett album 2010 márciusában jelent meg, és a 14. helyen debütált az Egyesült Királyságban. Az album kedvezőtlen kritikákat kapott, mivel az utolsó alapító tag, Keisha Buchanan távozása miatt elveszett az azonosítható hangzás, a lélek és az eredetiség. Ez a Sugababes első albuma a Taller in More Ways óta, amelyen legalább három első helyezett tíz sláger szerepel.
Mutya Buena a csapat egykori alapító tagja 2010 márciusában kérelmezte az Európai Védjegy Hatóság-tól a csapat nevének tulajdonjogát. A kérelmet a Buchanan távozása körüli viták miatt nyújtották be, amelyben Buena ragaszkodott ahhoz, hogy "a Sugababes története véget ért", mivel egyetlen eredeti tag sem maradt benne. Megerősítették, hogy Buena megszerezte a név használatának jogát papíron és egyéb árukon, mint például irodaszereken, vagy ajándékcsomagolásokon. Ugyanebben a hónapban kiderült, hogy a Roc Nation elhagyta őket a Sweet 7 gyenge eladásai miatt.

### 2011: A törölt nyolcadik stúdióalbum és feloszlás

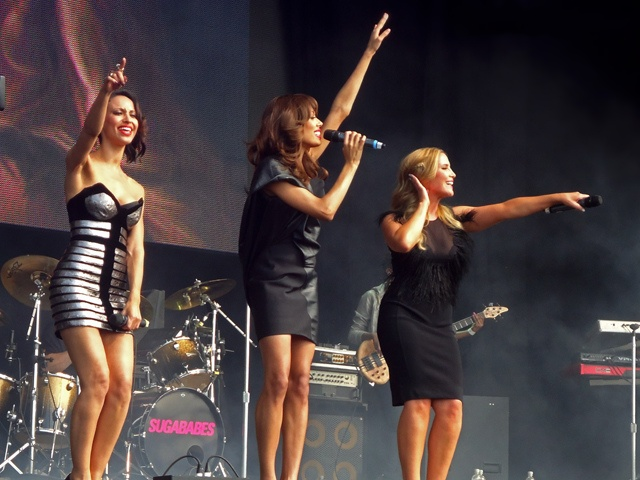
A Sugababes negyedik felállása fellép a Chester Rocksban 2011 júliusában, a szünet előtt

A Sugababes kezdetben 2010 áprilisában kezdte meg a nyolcadik stúdióalbum felvételét. 2011 júniusában a csapat és menedzsereik, Sarah Stennett és Mark Hargreaves elhagyták tíz éve fennálló lemezkiadójukat az Island Records-ot, és egy új, három albumra szóló disztribúciós szerződést írtak alá a Sony Music tulajdonában működő RCA Records-cal. 2011 júliusában az együttes így nyilatkozott a készülő új albumról: „Kicsit sötétebb, keményebb, és elég pörgős”. Egy másik interjúban bejelentették, hogy az új album a személyiségüket fogja tükrözni. A londoni Wireless Fesztivál-on a csapatból 2009-ben elbocsátott Buchanan felkereste a jelenlegi felállást, és az információk szerint, a lányok egy "könnyes" összejövetelt tartottak, és maguk mögött hagyták a múltat. Buchanan két év után először találkozott Range és Berrabah egykori társakkal, valamint először találkozott hivatalosan Jade Ewen-nel. Egy későbbi interjúban Buchanan elmondta, hogy csalódott a 2009-ben kapott bánásmód miatt, de a "legjobb szerencsét" kívánta a jelenlegi felállásnak.
2011. szeptember 25-én megjelentettek egy ingyenes promóciós kislemezt, Freedom címen, amely az első és egyetlen kislemezük volt az új kiadóval. A csapat ezt követően szünetre vonult, majd elkezdett önálló projekteken dolgozni: Heidi részt vett a Sztárok a jégen 7. szériájában, Amelle szólóanyagokon dolgozott, Jade pedig a Splash! első szériájában versenyzett.
Jade Ewen 2013 márciusában azt állította, hogy a Sugababes új zenét fog felvenni az év vége előtt, egyelőre megjelenési dátum nélkül. Két hónappal később, Berrabah egy interjúban elmondta, hogy a csapat dalokat készített új albumához, amelyről azt nyilatkozta, hogy 2014-ben jelenik meg. Ugyanakkor később, ugyanabban az évben Ewen kifejezte az új albumuk és a Sugababes jövőjével kapcsolatos bizonytalanságát, amely szerint a csapat feloszlott. Ezt kezdetben tagadta Berrabah, aki kijelentette, hogy a zenekar szerinte 2014 végén ismét egyesül, ám 2013 szeptemberében interjút tettek közzé, amelyben Ewent idézték, megerősítve, hogy a csapat már két évvel korábban szétvált. 2014 januárjában Heidi Range ellentmondott Ewen kijelentésének, mondván, hogy a csapat csak szünetet tart, hogy szólóprojektjeikre összpontosíthassanak. Később azonban, egy 2020 júniusában készült interjújában kijelentette, hogy a csapat már 2011-ben elismerte, hogy nem lenne tisztességes, ha folytatnák, részben az utolsó alapító tag, Keisha Buchanan távozása utáni egyre csökkenő népszerűségük miatt.
2019 márciusában Amelle Berrabah kijelentette, hogy az együttest többször is megkeresték az újraegyesítésről egy olyan turné keretében, ahol a rajongók végső búcsút vehetnek tőlük. Júliusban a Raidió Teilifís Éireann műsorszolgáltatóval készített interjújában elmondta, hogy megbeszélések folytak egy a csapat mind a hat tagját felvonultató találkozóról.

### 2011–2018: Az eredeti felállás megújítása Mutya Keisha Siobhán néven
Buchanant 2010 júniusában, mindössze kilenc hónappal a menesztése után felkeresték, hogy esetleg visszatérhessen Buenához és Donaghyhoz. 2011 októberében több hírlevél is jelentette, hogy a Sugababes eredeti felállása megújul. 2012 januárjában további spekulációk körvonalazódtak, amelyek szerint a csapat újraegyesül, miután Buena és Buchanan a Twitter-en bejelentették, hogy a stúdióban dolgoznak "két másik nővel" valamint a brit rapperrel, Professor Green-nel. Buena később azonban tagadta ezt." Ennek ellenére később a skót énekes-dalszerző, Emeli Sandé megerősítette az MTV UK-nak, hogy új dalokat készített Buenának, Buchanannak és Donaghynak.
2012 áprilisában arról számoltak be, hogy a három alapító tag – Keisha Buchanan, Mutya Buena és Siobhán Donaghy – egy 1 millió font értékű lemezszerződést írt alá a Polydor Records-cal. 2012 júliusában hivatalosan is megerősítették, hogy a csapat Mutya Keisha Siobhan néven megalakult, és dalokat készített egy új albumhoz. Nevüket hivatalosan 2012. június 27-én vették nyilvántartásba az Európai Unióban. 2012. július 27-én részt vettek a 2012-es nyári olimpia megnyitó ünnepségén, valamint képeket tettek közzé hivatalos Instagram-oldalukon, jelezve első nyilvános megjelenésüket tizenegy év után. 2012. augusztus 6-án a csapat megerősítette, hogy elkészítettek két dalt Shaznay Lewis-sal, az All Saints egykori tagjával. Másnap Donaghy a Twitter-en bejelentette, hogy az album elkészült. 2012 novemberében a csapatot jelölték a Yahoo! A 2012-es Gossip legjobb lánybandája szavazáson a Little Mix, a Stooshe, a Girls Aloud, a The Saturdays, és a Spice Girls mellett. Visszatérésüket a 2012-es év tizenegyedik legnagyobb pillanatának nevezték az NME „75 Moments That Defined 2012” című visszaszámlálásában.
A csapat 2012 decemberében a Ponystep magazin címlapján szerepelt. Ugyanebben a hónapban egy meghitt koncertet adtak a Ponystep New Year’s Ever partiján. Ez az előadás volt az első alkalom, hogy Buena, Buchanan és Donaghy több mint egy évtized után újra együtt lépett fel. 2013. január 7-én a csapat Buchanan YouTube-fiókjába feltöltött egy rövid a cappella klipet a híresztelt Boys című debütáló kislemezükről. A csapat aláírt a Storm Model Management céggel is. Ugyanezen a napon a Popjustice kiadott egy három másodperces klipet a kislemez stúdió-verziójáról, "egyszerűen csodálatosnak" nevezve. Március 14-én a csapat producere, Dev Hynes feltöltött egy zeneszámot hivatalos SoundCloud-oldalukra, amely Kendrick Lamar Swimming Pools (Drank) című dalának újraértelmezett kiadása, amelyben a csapat szerepel. Március 26-án a csapat a Phoenix Entertainment című kislemezének remixében szerepelt. 2013 júniusában kiadták a Flatline című kislemezt. Az MKS 2013. augusztus 1-jén adta első hivatalos koncertjét a Scala-ban. Október elején a csapat megjelent a Google+Sessions című sorozatban. 2013. november 6-án Mutya Buena kijelentette, hogy készen áll a Sugababes név visszaszerzésére. 2013. november 8-án a csapat elindult a The Sacred Three Tour-ra az Egyesült Királyságban, amely november 16-áig tartott.
2016 júniusában Siobhán Donaghy a londoni Pride WandsworthRadio különleges műsorában kijelentette, hogy az új album véleménye szerint a következő évben fog megjelenni. 2017 augusztusában Keisha Buchanan egy interjúban elmondta, hogy a csapat új anyagokon dolgozik, miután 2016 végén korábbi munkáik kiszivárogtak az Interneten. Emiatt a készülő albumot felfüggesztették, és hivatalosan soha nem jelent meg. 2018 júniusában Siobhán Donaghy vendég volt Tom Aspaul Battle Pop című  podcastjában, ahol kijelentette, hogy a csapat még mindig együtt dolgozik, hozzátéve, hogy fogalma sincs arról, hogy mikor, és egyáltalán, hogy megjelenik-e egy album.

### 2019–2024: A Sugababes név visszaszerzése és aThe Lost Tapes
Buchanan, Buena és Donaghy 2019-ben visszakapták a Sugababes csapatnév jogait. Később, ugyanebben az évben közreműködtek DJ Spoony Garage Classical című albumán, amely a Sweet Female Attitude 2000-es Flowers című dalát dolgozta fel. Ez a csapat első kiadása Sugababes néven, miután nyolc évig Mutya Keisha Siobhanként dolgoztak. Visszatérési fellépésükre a The Graham Norton Show-ban került sor 2019. október 18-án. Ezt követően Graham Norton műsorában megerősítették, hogy új zenén és egy 20. évfordulós projekten dolgoznak. Terveiket azonban a Covid19-pandémia miatt felfüggesztették. 2021. május 11-én kiadták a Run for Cover című 2001-es kislemez átdolgozását, amelyen MNEK is szerepelt. Ezt egy Blood Orange remix követte 2021. június 22-én a Same Old Story című számból, amely a One Touch nevű albumukról származik. 2021. október 1-jén kiadták a One Touch kibővített 20 éves jubileumi kiadását, amely eddig még nem hallott demókat és remixeket tartalmazott. Az album a 18. helyet érte el a brit albumlistán, felülmúlva eredeti, 26. helyét.
Az együttes a londoni Herne Hillben megrendezett Mighty Hoopla fesztivál második napjának fellépője volt 2022 júniusában.  A zenekar támogatta a Westlife-ot turnéjuk dublini szakaszán, valamint a nyár folyamán számos további zenei fesztiválon is fellépett, beleértve a Glastonbury Fesztivált (ahol a hatalmas tömeg miatt le kellett zárni a színpadot), a portsmouth-i Victorious Fesztivál-t, és a Margate Pride Fesztivált. 2022. június 3-án Sugababes néven újra kiadták a 2013-as Mutya Keisha Siobhan kislemezt, a Flatline-t. A csapat 2022 októberében és novemberében egy 17 állomásos fő turnén, lépett fel, amely Bristolban kezdődött és Glasgow-ban ért véget.
2022. december 24-én a csapat meglepetésszerűen kiadta az Interneten a The Lost Tapes című albumot. Az albumot eredetileg 2013-ban vették fel, de soha nem jelent meg hivatalosan. Egy online nyilatkozatban a csapat kijelentette: „Ezt az albumot majdnem 8 évvel ezelőtt írtuk, és különböző okok miatt nem jelent meg hivatalosan, ezért nagy büszkeséggel tölt el minket, hogy már minden streaming platformon elérhető.” A csapat azt is megerősítette, hogy az albumot önállóan adták ki. Az album 2022. december 30-án a második helyen debütált a brit albumletöltések top 100-as listáján.
2023 februárjában Ausztráliában turnéztak, amely az első országos turnéjuk volt. A csapat a Take That előzenekara volt a BST Hyde Park-ban 2023. július 1-jén a The Script mellett.  2023 szeptemberében egyszeri koncertet adtak a londoni O2 Arénában, amely eddigi legnagyobb fő fellépésük volt.
2023. szeptember 15-én kiadták a When the Rain Comes című kislemezt. A dal volt az első kislemez, amelyet a zenekar akkor még új lemezkiadója, a BMG adott ki. Ugyanezen a napon az O2-ben felléptek egyéjszakás koncertjükön. 2023 decemberében kiadták a Push the Button Joy Anonymus remixét, amelynek címe "JOY (Push the Button)". 2023. december 31-én  felléptek a Jools' Annual Hootenanny című műsorban. A csapat elnyerte az "Impact Award" díjat a 26th MOBO Awards-on, és 2024-ben is fellépett különböző eseményeken és fesztiválokon, beleértve a Parklife-ot, a Capital's Summertime Ball-t, a Glastonbury Fesztivált, amelynek West Holts színpadán is megjelentek (a nagy tömeg miatt ismét lezárták a színpadot). Felléptek továbbá a TRNSMT, Rock Oyster, Belladrum Tartan Heart Fesztivál, Kendal Calling, Siren Bristol, a Victorious Fesztivál és a Lowlands fesztiválon is Hollandiában. Felléptek az UEFA Euro 2024 berlini döntőjén is. 2024 augusztusában az együttes szerepelt a Two Shell Round című remixén, amely a Round Round című kislemezüket mintázta. Ugyanebben a hónapban felléptek a Manchester Pride-on is. 2024. augusztus 30-án kiadták a Situation című kislemezt az A Little Sound-dal közösen, amely az Overload című daluk refrénjét használja, valamint a versszakokhoz új dalszövegeket. Ugyanezen a napon megjelent egy vizualizáció. 2024. szeptember 8-án felléptek a BBC Radio 2 in the Park nevű zenei fesztiválon. 2024. december 31-én a Beyond the Valley nevű zenei fesztiválon léptek fel.

### 2025: Új zene és aréna turné
2025 januárjában a zenekar ismét Ausztráliában turnézott. 2025 márciusában kiadták a Jungle című kislemezt, amely az első megjelenés a BMG nevű kiadójuktól való távozásuk óta, és 2025 márciusától a csapat független előadóként működik. 2025 áprilisában és májusában a csapat brit és európai arénákban turnézott. 2025 áprilisában, az arénaturné kezdetének napján jelent meg a Weeds című kislemez. A csapat következő kislemeze, a Shook, 2025 júliusában jelent meg.

## Tagok

### Jelenlegi tagok
- Keisha Buchanan (1998–2009, 2011–jelen)
- Mutya Buena (1998–2005, 2011–jelen)
- Siobhán Donaghy (1998–2001, 2011–jelen)

### Korábbi tagok
- Heidi Range (2001–2011)
- Amelle Berrabah (2005–2011)
- Jade Ewen (2009–2011)

## Diszkográfia
- One Touch  (2000)
- Angels with Dirty Faces   (2002)
- Three  (2003)
- Taller in More Ways  (2005)
- Change  (2007)
- Catfights and Spotlights  (2008)
- Sweet 7  (2010)
- The Lost Tapes (2022)

## Turnék
| - Angels with Dirty Faces Tour (2003) - Three Tour (2004) - Taller in More Ways Tour (2006) - The Greatest Hits Tour (2007) - Change Tour (2008) - The Sacred Three Tour (2013) - Sugababes UK & Europe Tour (2022)–(2023) - Sugababes Australian Tour (2023) - Sugababes Australian Tour (2023)–(2025) - Sugababes '25 (2025) - One Night Only at the O2 (2023) | - Blazin' Squad – UK Tour (2002) - No Angels – Four Seasons Tour (2002) - Take That – The Ultimate Tour (2006) - Westlife – The Wild Dreams Tour (2022) - Take That – Live at Hyde Park (2023) |